# 吳勝兆
吴胜兆（？—1647年），明朝遼東人。明末清初軍事人物。
早年是吴三桂的副官。後來是李成栋麾下，任参将。招降杨廷枢的学生戴之俊與周谦指挥的太湖叛军。与江宁巡抚土國寶不合，南京总督军务洪承畴命吴胜兆于顺治三年七月初八日移镇松江。
土国宝和洪承畴對吳胜兆開始起疑，吴胜兆接受夏宝谟的邀请，去舟山謀叛。吴胜兆通过戴之俊暗中与陈子龙取得联系。顺治四年（1647年）四月十五日吴胜兆策划叛清投明。吴胜兆反清事败被杀，清廷搜得夏完淳所书谢表，洪承畴下令通缉夏完淳。